# منتخب جيبوتي لكأس ديفيز
منتخب جيبوتي لكأس ديفيز هو ممثل جيبوتي الرسمي في كرة المضرب في كأس ديفيز.